# Kinnarps
Das Unternehmen Kinnarps AB ist Schwedens größter Hersteller von Büromöbeln.
Das Unternehmen wurde 1942 als Kinnarps möbelfabrik gegründet, spezialisierte sich 1952 auf die Herstellung von Büromöbeln und wurde 1961 in eine Aktiengesellschaft umgewandelt, die sich noch heute im Besitz der Familie des Firmengründers befindet. 1974 wurden die ersten Niederlassungen im Ausland (Großbritannien) gegründet. Ab den 80er Jahren setzte Kinnarps auf modernes Möbeldesign und erlangte zahlreiche nationale und internationale Preise für sein Möbeldesign.
Kinnarps hat heute Fabriken an fünf Orten in Schweden, in Kinnarp (Firmenzentrale), Jönköping, Skillingaryd, Vinslöv und Tranås. Die Firma ist in etwa 35 Ländern vertreten. 2019/20 hatte Kinnarps etwa 1900 Angestellte und machte einen Umsatz von etwa 347 Millionen Euro.
Das Unternehmen unterhält eine eigene Fluggesellschaft mit einer Flotte von Geschäftsflugzeugen mit dem ICAO-Code KIP (Rufzeichen: KINNARPS) mit Flugzeugen der Typen Cessna 550 Citation II, Cessna 551 Citation II SP,  Cessna 560XL Citation Excel und Raytheon 390 Premier I.